# Полное оправдание Конгресса

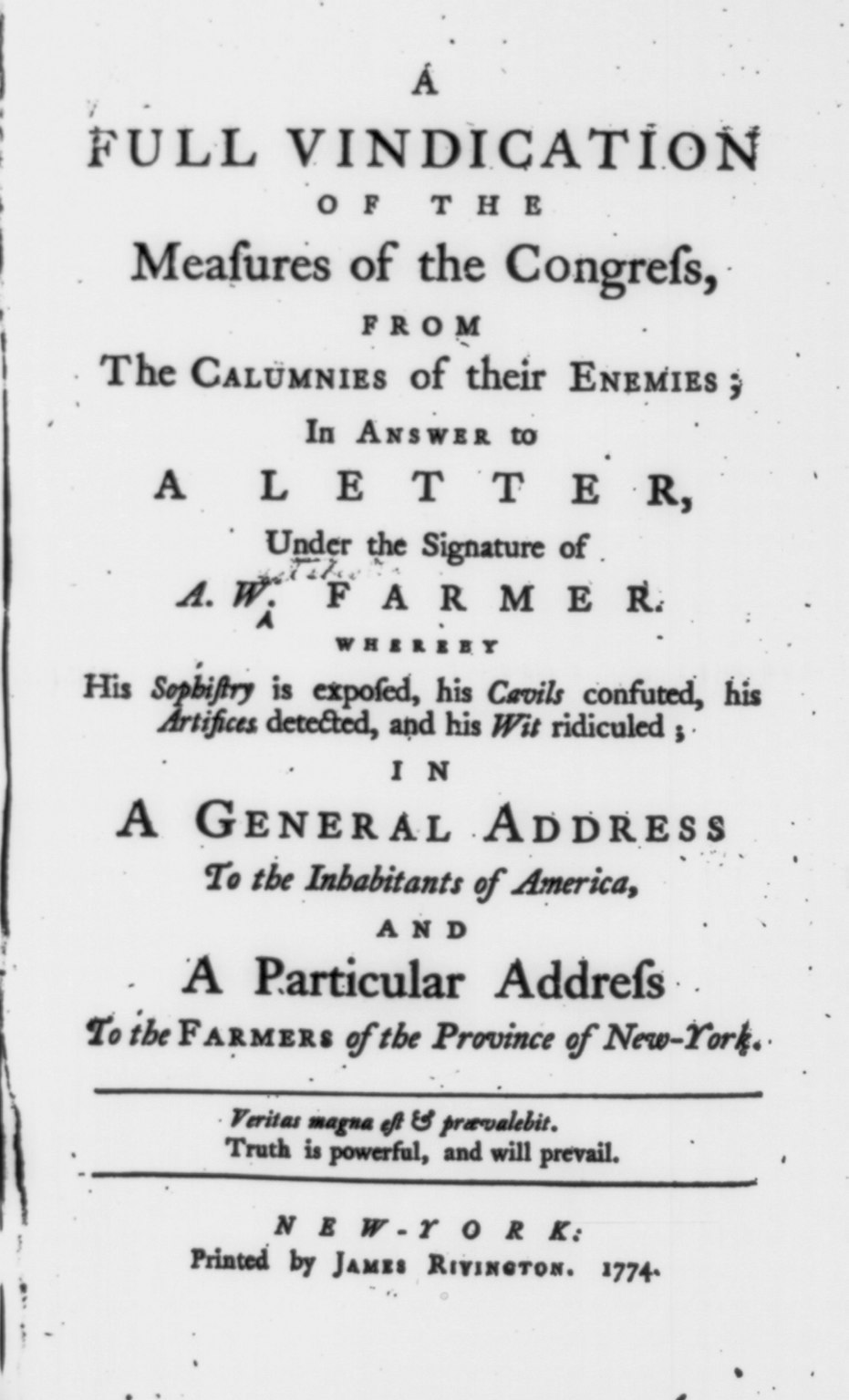
Первая страница памфлета.

«Полное оправдание Конгресса» (англ. A Full Vindication of the Measures of Congress) — политический памфлет, одна из первых публикаций Александра Гамильтона, опубликованная в Нью-Йорке 15 декабря 1774 года, когда Гамильтон был ещё юным (ему было 17 или 19 лет) студентом Королевского Колледжа. Памфлет был ответом на публикацию Вестчестерского фермера (псевдоним епископа Сэмюэля Сибери) от ноября того года, в которой Сибери выступал против политики Континентального конгресса. Публикация Гамильтона заставила Сибери опубликовать свой ответ, на что Гамильтон ответил вторым памфлетом: «The Farmer Refuted». Историк Рон Черноу писал, что в этом памфлете Гамильтон показал себя мастером изящных выпадов, проявил литературный талант и показал глубокое знание истории, философии, политики, экономики и права.

## Обстоятельства написания

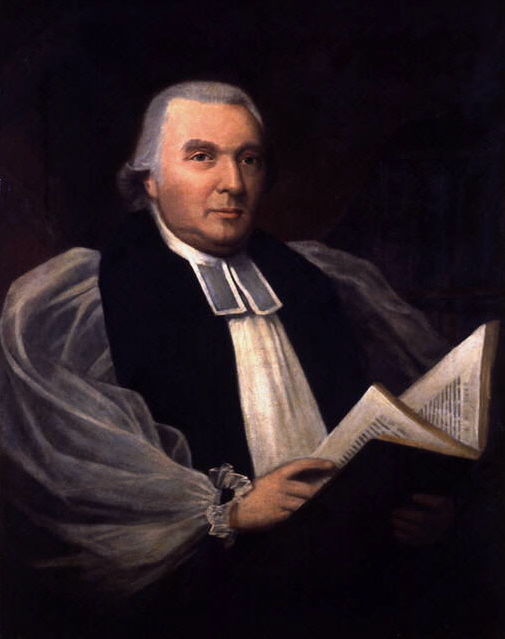
Самуэль Сибери, портрет 1785 года.

Александр Гамильтон, уроженец острова Невис, прибыл в британскую провинцию Нью-Йорк осенью 1773 года и поступил учиться в Королевский коледж. Его приезд совпал со всплеском протестов против налоговой политики Великобритании: 16 декабря 173 года жители Бостона пробрались на британский корабль и выбросили в море груз чая. Об этом событии, известном как Бостонское чаепитие, в Нью-Йорке узнали уже через 4 дня. Аналогичная акция произошла в порту Нью-Йорка 22 апреля 1774 года. В газетах Нью-Йорка в те дни была опубликована статья в защиту протестующих, «Defence and Destruction of the tea», которая иногда приписывается Гамильтону. В ответ на эти действия британское правительство в мае 1774 года приняло так называемые «Невыносимые законы» против Бостонского порта и колонии Массачусетс. Жители Массачусетса предложили колониям объединиться и собраться на конгресс для обсуждения ситуации в сентябре 1774 года.
К конце августа 1774 года в Филадельфии собрались на Континентальный конгресс представители всех колоний, кроме Джорджии. Это событие обеспокоило лоялистов Нью-Йорка; ректор Королевского колледжа Майлз Купер опубликовал два памфлета, в которых заявил, что подданные Великобритании — счастливейшие люди на земле, а протестующие ведут себя непозволительно. Единомышленником Купера был епископ Самуэль Сибери из округа Вестчестер. Это был крупный интеллектуал, выпускник Йеля и Оксфорда. Жители Вестчестера имели особые привилегии от короля и по этой причине было особо недовольны предложениями ввести эмбарго на британские товары. С ведома Купера Сибери написал несеколько памфлетов против Конгресса, которые подписал псевдонимом «Вестчестерский фермер». Это было явное подражание памфлетам Джона Дикенсона Письма пенсильванского фермера 1767 года. Сибери назвал делегатов конгресса «ядовитым выводком скорпионов», и он обращал внимание фермеров, что они станут первой жертвой бойкота, и что Америка пострадает от бойкота больше, чем Британия.
Памфлеты Сибери были опубликованы в «New-York Gazetteer» и сразу же привлекли внимание протестующих. «Уверяем публику, что на последнем собрании этих маргиналов, называющих себя Сынами Свободы, эссе Фермера было представлено, и по прочтении нескольких страниц они постановили предать его огню», писала газета. Некоторые копии были измазаны дёгтем и разбросаны в нечистых местах. Однако, публикации произвели сильное впечатление на публику, и показали, что лоялисты превосходят протестующих на интеллектуальном уровне, и тем необходимо найти своего автора, способного написать достойный ответ.
Гамильтон решил принять вызов; он всегда любил полемику, любил бороться за идеалы и обладал жаждой славы, о которой потом говорил, что это «господствующая страсть благороднейших умов, которая побуждает человека задумывать и осуществлять великие деяния и трудные предприятия на благо общества». Так как Сибери был близок к ректору Куперу, то Гамильтону пришлось скрывать своё имя, но в любом случае в то время было принято подписывать публикации псевдонимами.

## Памфлет

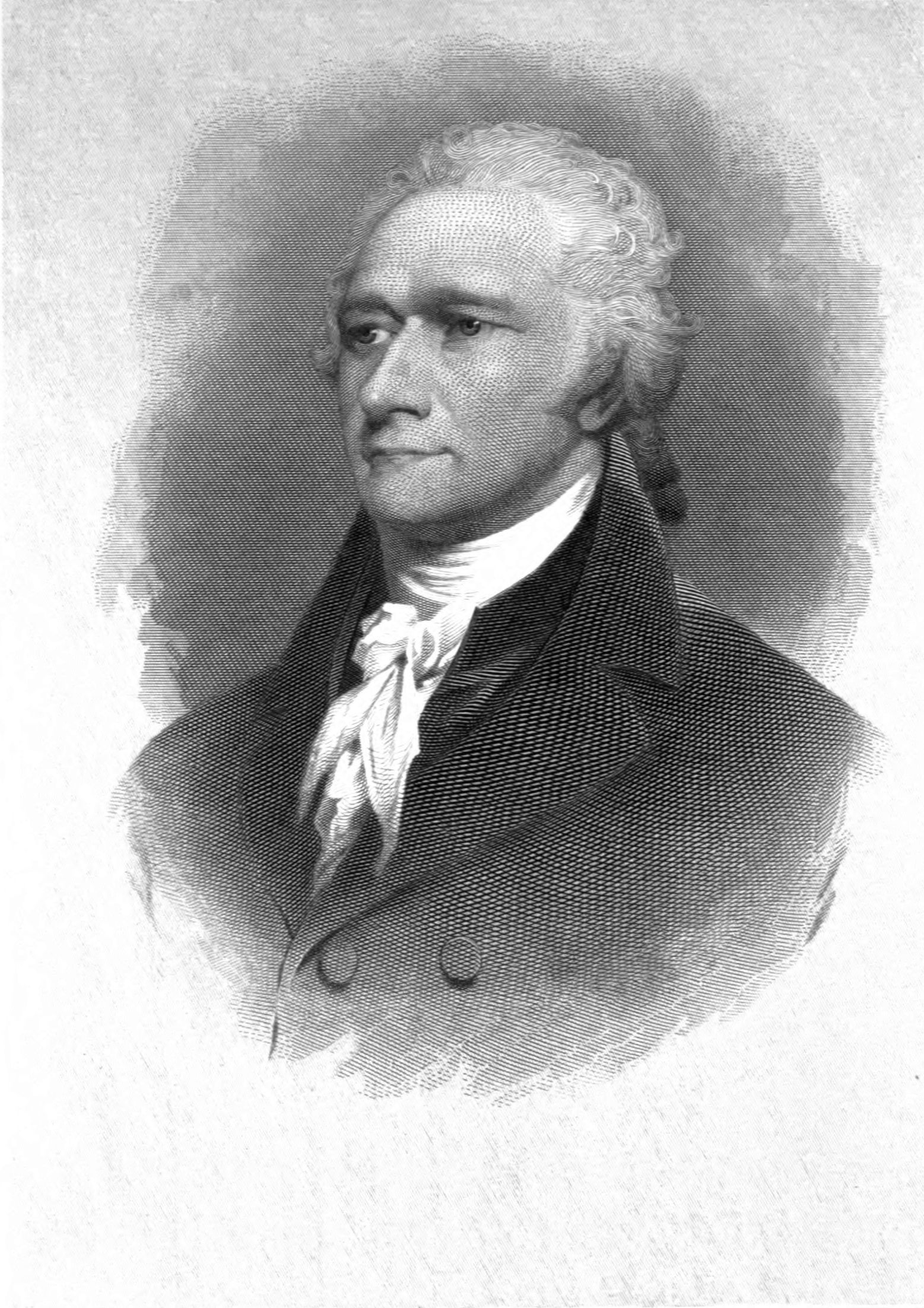
Портрет Гамильтона в зрелом возрасте (гравюра 1892 года)

15 декабря 1774 года в газете «New-York Gazetteer» появилось рекламное сообщение о публикации памфлета под названием «A Full Vindication of the Measures of the Congress». В нём говорилось, что автор памфлета дал ответ «Вестчестерскому фермеру», что софистика Фермера «разоблачена, его придирки опровергнуты, его уловки обнаружены, а его остроумие высмеяно».
Гамильтон был иммигрантом, всего два года назад покинувшим Карибские острова, но в момент написания памфлета он уже полностью отказался от своего прошлого. «Я не купец и не фермер, — написал он в начале памфлета, — Я обращаюсь к вам потому что я желаю добра своей стране» (имея в виду провинцию Нью-Йорк). Он упомянул Бостонское чаепитие, одобрил действия его участников и обвинил британцев в том, что они наказали всю провинцию, а не одних исполнителей. Он упомянул протесты против налогов без представительства, и поддержал предложение ввести эмбарго британских товаров. Он писал несколько многословно и иногда повторялся, но уже тогда проявилась особенность его полемического стиля: в стиле речи адвоката он обосновывал свои аргументы естественным правом, колониальными хартиями и британской конституцией.
В памфлете Гамильтон проявил на удивление хорошее понимание психологии власти. О положении премьер-министра лорда Норта он говорил: «Премьер зашёл слишком далеко, чтобы безопасно отступить: он глубоко заинтересован в достижении своей цели, … даже в обычной жизни непросто исправить ошибку даже в самом начале. Настойчивость утверждает нас в этом. … К этому можно добавить, что разочарование и сопротивление воспламеняют умы людей и ещё больше привязывают их к своим ошибкам».

### Первоисточники
- Hamilton, Alexander. A full vindication of the measures of the Congress. — New York: James Rivington, 1774.
- Seabury, Samuel. Free thoughts on the proceedings of the Continental Congress. — London: Richardson and Urquhart, 1774.